# A Manchester United FC vezetőedzőinek listája

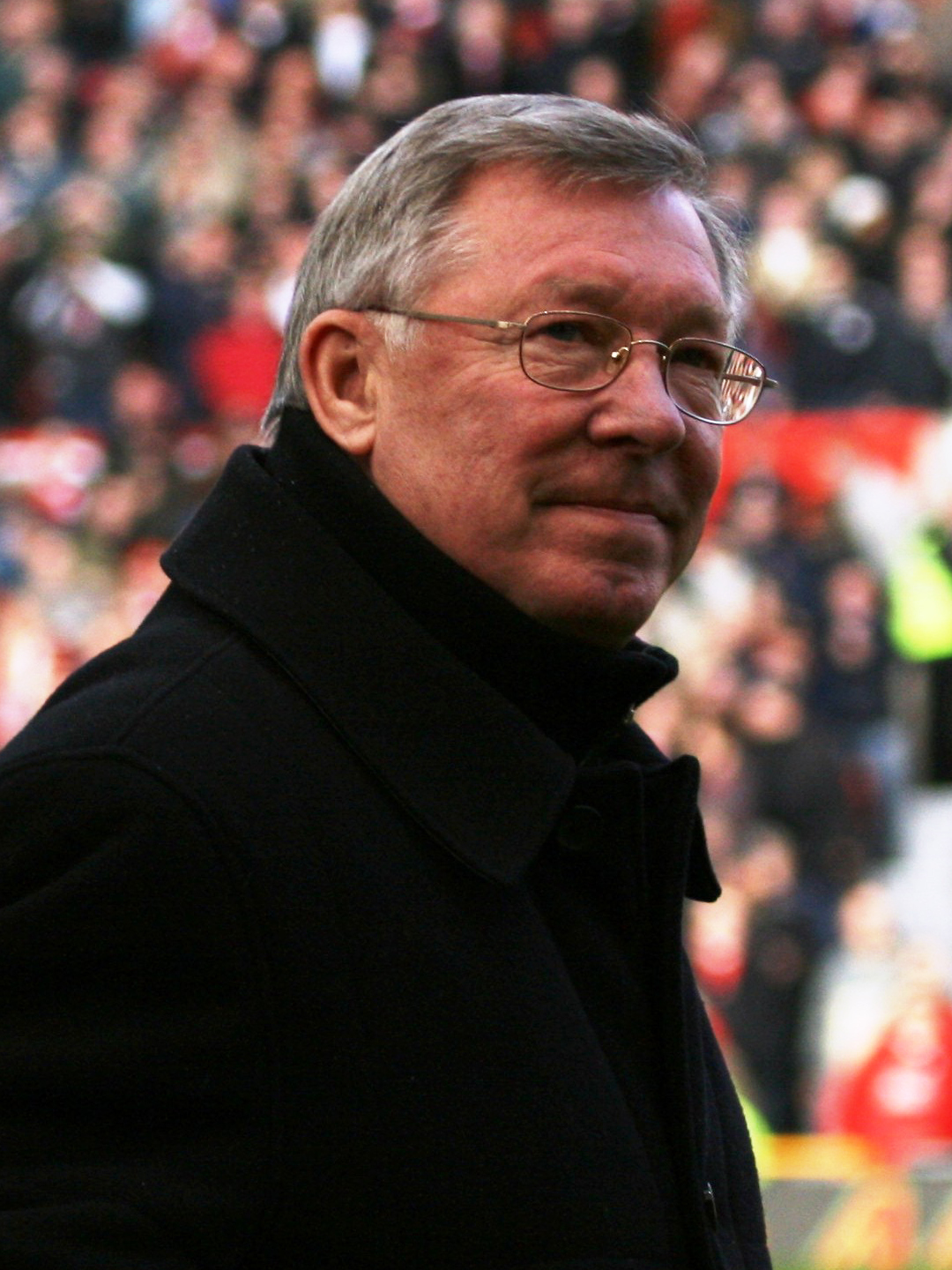
Sir Alex Ferguson, klub történetének legsikeresebb és minden idők egyik legjobb menedzsere

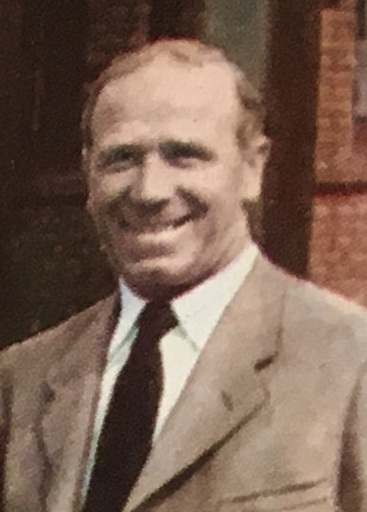
Sir Matt Busby, a United történetének egyik legmeghatározóbb alakja

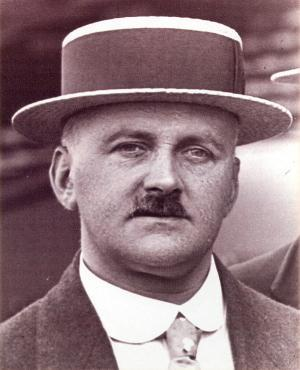
A United első bajnoki címét elnyerő menedzser, Ernest Mangnall

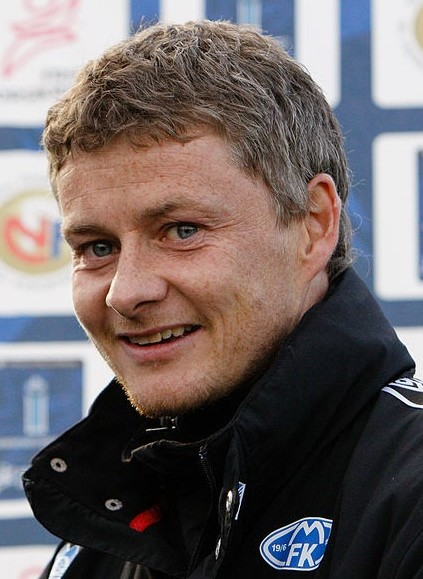
Ole Gunnar Solskjær a United játékosa és menedzsere is volt

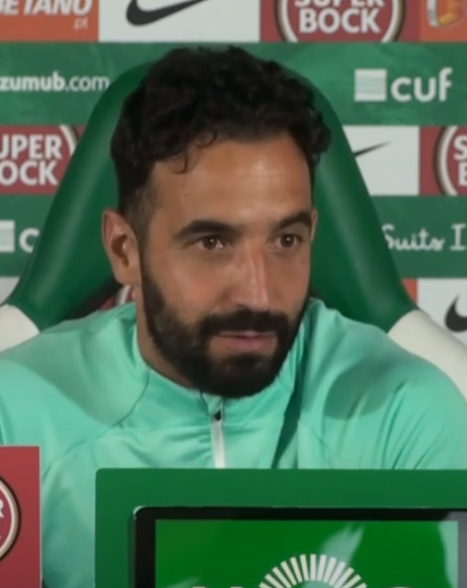
Rúben Amorim a United jelenlegi vezetőedzője

Ezen az oldalon a Manchester United FC menedzserei találhatóak időrendi sorrendben feltüntetve elért sikereiket.
Sir Alex Ferguson 27 évig irányította a csapatot, ezzel ő a klub leghosszabb ideig kinevezett menedzsere.
A legsikeresebb menedzser Sir Matt Busby (1945–1969, 1970–1971) és Sir Alex Ferguson (1986–2013) voltak, előbbi 25+1 évig irányította a Vörös Ördögöket, míg utóbbi 27 évig.

## Menedzserek
2024. novemberi adatok alapján

| Név                    | Nemzetiség  | -tól | -ig  | Sikerek és megjegyzések |
| ---------------------- | ----------- | ---- | ---- | --- |
| A. H. Albut            | Anglia      | 1892 | 1900 | |
| James West             | Anglia      | 1900 | 1903 | |
| Ernest Mangnall        | Anglia      | 1903 | 1912 | - Sikerei: - Angol bajnok: 1907–1908, 1910–1911 - Angol kupagyőztes: 1908–1909 - Angol szuperkupa-győztes: 1908, 1911 |
| John James Bentley     | Anglia      | 1912 | 1914 | |
| Jack Robson            | Anglia      | 1914 | 1922 | |
| John Chapman           | Anglia      | 1922 | 1927 | |
| Lal Hilditchmb.        | Anglia      | 1926 | 1927 | |
| Herbert Bamlett        | Anglia      | 1927 | 1931 | |
| Walter Crickmer        | Anglia      | 1931 | 1932 | |
| Scott Duncan           | Skócia      | 1932 | 1937 | Az első nem angol menedzser Sikerei: Angol másodosztályú bajnok: 1935–1936 |
| Walter Crickmer        | Anglia      | 1937 | 1945 | |
| Sir Matt Busby         | Skócia      | 1945 | 1969 | Minden évben kiosztanak egy róla elnevezett díjat a klub játékosai közt. (Sir Matt Busby-díj) - Sikerei: - Angol bajnok: 1951–1952, 1955–1956, 1956–1957, 1964–1965, 1966–1967 - Angol kupagyőztes: 1947–1948, 1962–1963 - Angol szuperkupa-győztes: 1952, 1956, 1957, 1965*, 1967* - Bajnokcsapatok Európa-kupája: 1968 |
| Jimmy Murphymb.        | Wales       | 1958 | 1958 | |
| Wilf McGuinness        | Anglia      | 1969 | 1970 | |
| Sir Matt Busby         | Skócia      | 1970 | 1971 | |
| Frank O’Farrell        | Írország    | 1971 | 1972 | |
| Tommy Docherty         | Skócia      | 1972 | 1979 | - Sikerei: - Angol másodosztályú bajnok: 1974–1975 - Angol kupagyőztes: 1976–1977 |
| Dave Sexton            | Anglia      | 1977 | 1981 | - Sikerei: - Angol szuperkupa-győztes :1977 |
| Ron Atkinson           | Anglia      | 1981 | 1986 | - Angol kupagyőztes: 1982–1983, 1984–1985 - Angol szuperkupa-győztes: 1983 |
| Sir Alex Ferguson      | Skócia      | 1986 | 2013 | - Sikerei: - Angol bajnok: 1992–1993, 1993–1994, 1995–1996, 1996–1997, 1998–1999, 1999–2000, 2000–2001, 2002–2003, 2006–2007, 2007–2008, 2008–2009, 2010–2011, 2012–2013 - Angol kupagyőztes: 1989–1990, 1993–1994, 1995–1996, 1998–1999, 2003–2004 - Angol ligakupa-győztes: 1991–1992, 2005–2006, 2008–2009, 2009–2010 - Angol szuperkupa-győztes: 1990, 1993, 1994, 1996, 1997, 2003, 2007, 2008, 2010, 2011 - UEFA-bajnokok ligája-győztes: 1998–1999, 2007–2008 - Kupagyőztesek Európa-kupája-győztes: 1991 - UEFA-szuperkupa-győztes: 1991, 2008 - Interkontinentális kupa-győztes és klubvilágbajnok: 1999, 2008 |
| David Moyes            | Skócia      | 2013 | 2014 | - Sikerei: - Angol szuperkupa-győztes: 2013 |
| Ryan Giggsmb.          | Wales       | 2014 | 2014 | |
| Louis van Gaal         | Hollandia   | 2014 | 2016 | Az első nem brit menedzser - Sikerei: - Angol kupagyőztes: 2015–2016 |
| José Mourinho          | Portugália  | 2016 | 2018 | - Sikerei: - Angol szuperkupa-győztes: 2016 - Angol ligakupa-győztes: 2016–2017 - Európa-liga-győztes: 2016–2017 |
| Ole Gunnar Solskjær    | Norvégia    | 2018 | 2021 | |
| Michael Carrickmb.     | Anglia      | 2021 | 2021 | |
| Ralf Rangnickmb.       | Németország | 2021 | 2022 | |
| Erik ten Hag           | Hollandia   | 2022 | 2024 | - Sikerei: - Angol ligakupa-győztes: 2022–2023 - Angol kupagyőztes: 2023–2024 |
| Ruud van Nistelrooymb. | Hollandia   | 2024 | 2024 | |
| Rúben Amorim           | Portugália  | 2024 |      | Amorim pozíciója vezetőedző, nem a korábban megszokott menedzser volt. |

mb.: megbízott

## AManchester United WFCmenedzserei
2018. június 8-ai adatok alapján
| Név          | Nemzetiség | -tól | -ig  | Sikerek és megjegyzések               |
| ------------ | ---------- | ---- | ---- | ------------------------------------- |
| Casey Stoney | Anglia     | 2018 | 2021 | Angol másodosztályú bajnok: 2018–2019 |
| Marc Skinner | Anglia     | 2021 |      | Angol kupagyőztes: 2023–2024          |